# 鶴ケ峰

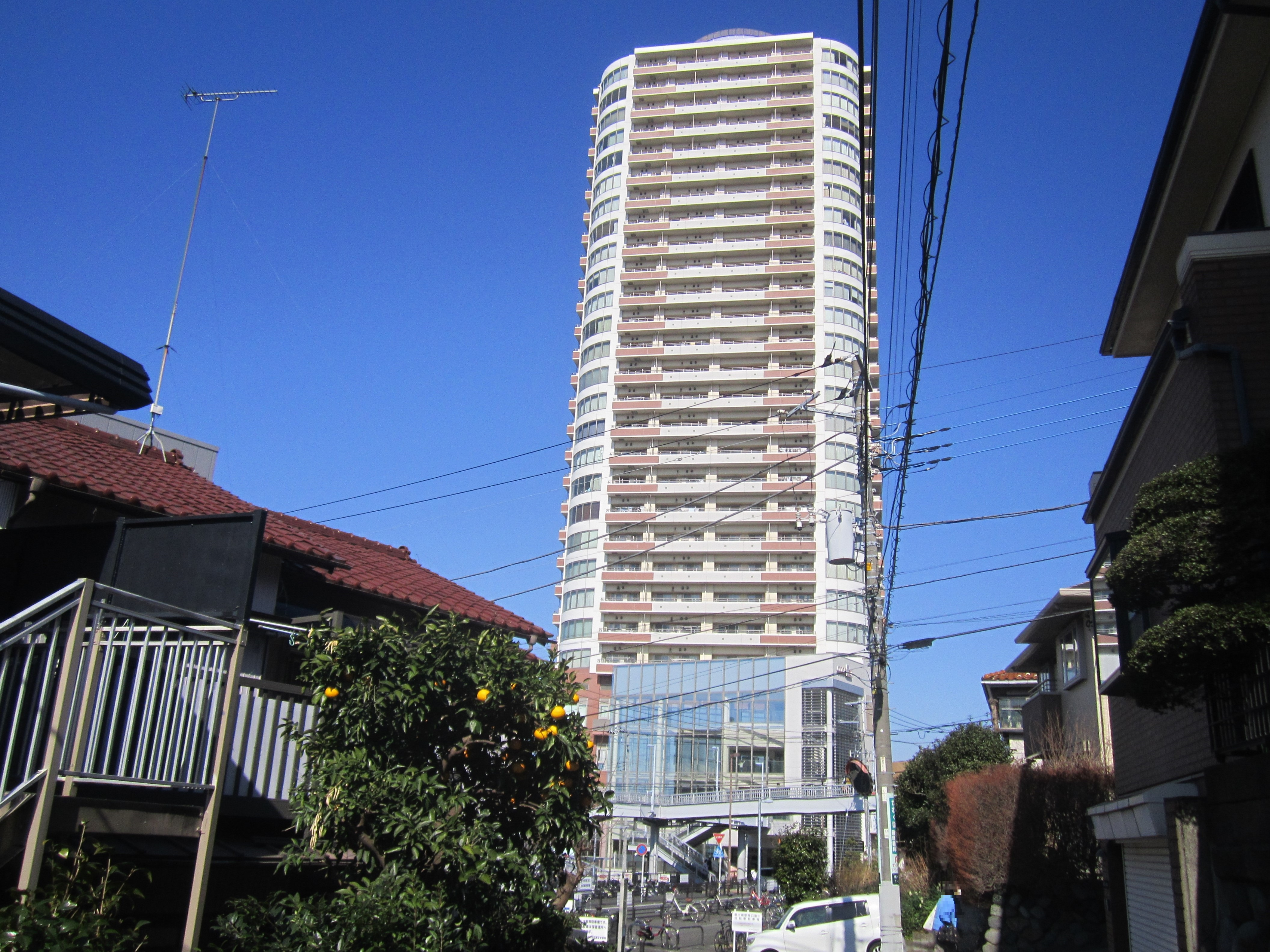
ココロット鶴ケ峰

鶴ケ峰（つるがみね）は、神奈川県横浜市旭区の町名。
二俣川とともに横浜市の主要な生活拠点（旧:副都心）を形成する。現行行政地名は鶴ケ峰一丁目及び鶴ケ峰二丁目。住居表示は未実施。

## 地理
旭区東部にあり、水道道を境に南西が一丁目、北東が二丁目となる。東西に相鉄本線が走り、二丁目に鶴ヶ峰駅が設けられている。相鉄の北側に帷子川が流れ、北端の鶴ケ峰本町との境には国道16号が通る。国道は町内で厚木街道（神奈川県道40号横浜厚木線）と分岐する。南東端、鶴ケ峰一丁目と川島町の境には東海道新幹線が通過する。
一丁目の厚木街道沿いには旭区役所や旭消防署など官公署が集まる。二丁目には国道から延びる専用橋を介してバスターミナルが設けられており、2009年の開国博Y150開催時にはヒルサイドエリアへのシャトルバス発着場となった。2007年には、二丁目の駅南口に再開発ビル「ココロット鶴ヶ峰」がオープンしている。

### 地価
住宅地の地価は、2025年（令和7年）1月1日の公示地価によれば、鶴ケ峰1丁目72番4の地点で23万4000円/m²となっている。

## 歴史

### 沿革
かつての都筑郡今宿村・白根村・川島村等の一部で、1889年（明治22年）4月1日に旧村が合併、都岡村大字今宿・白根、西谷村大字川島等となる。西谷村は1927年（昭和2年）に、続いて都岡村は1939年（昭和14年）に横浜市に編入され、（旧）保土ケ谷区今宿町・白根町・川島町等となった。1968年3月15日に今宿町、三反田町、白根町、川島町の各一部から鶴ケ峰一丁目、鶴ケ峰ニ丁目を新設。1969年10月1日、保土ケ谷区から旭区を新設、旭区鶴ケ峰となり現在に至る。

## 世帯数と人口
2025年（令和7年）6月30日現在（横浜市発表）の世帯数と人口は以下の通りである。
| 丁目         | 世帯数    | 人口     |
| ------------ | --------- | -------- |
| 鶴ケ峰一丁目 | 2,987世帯 | 5,757人  |
| 鶴ケ峰二丁目 | 2,448世帯 | 4,455人  |
| 計           | 5,435世帯 | 10,212人 |

### 人口の変遷
国勢調査による人口の推移。
| 年                 | 人口   |
| ------------------ | ------ |
| 1995年（平成7年）  | 9,343  |
| 2000年（平成12年） | 9,248  |
| 2005年（平成17年） | 9,385  |
| 2010年（平成22年） | 9,876  |
| 2015年（平成27年） | 9,839  |
| 2020年（令和2年）  | 10,048 |

### 世帯数の変遷
国勢調査による世帯数の推移。
| 年                 | 世帯数 |
| ------------------ | ------ |
| 1995年（平成7年）  | 3,975  |
| 2000年（平成12年） | 4,136  |
| 2005年（平成17年） | 4,108  |
| 2010年（平成22年） | 4,580  |
| 2015年（平成27年） | 4,639  |
| 2020年（令和2年）  | 4,963  |

## 学区
市立小・中学校に通う場合、学区は以下の通りとなる（2024年11月時点）。
| 丁目         | 番・番地等 | 小学校               | 中学校               |
| ------------ | --- | -------------------- | -------------------- |
| 鶴ケ峰一丁目 | 57番地、59〜68番地 79〜100番地 | 横浜市立本宿小学校   | 横浜市立本宿中学校   |
| 鶴ケ峰一丁目 | 29番地〜34番地の2 34番地の8〜10・20〜21 35番地の4〜6・11〜12・45〜78 44〜45番地 48番地の3〜4・34〜100 49〜56番地、58番地 69〜73番地、74番地の2〜75番地                   | 横浜市立鶴ヶ峯小学校 | 横浜市立本宿中学校   |
| 鶴ケ峰一丁目 | 1〜4番地 | 横浜市立鶴ヶ峯小学校 | 横浜市立鶴ヶ峯中学校 |
| 鶴ケ峰一丁目 | 5〜28番地、34番地の3〜7 34番地の11〜19 34番地の22〜35番地の3 35番地の7〜10・13〜44 35番地の80〜83、36〜43番地 46番地〜48番地の2 48番地の5〜33・101 74番地の1、76〜78番地 | 横浜市立鶴ヶ峯小学校 | 横浜市立西谷中学校   |
| 鶴ケ峰二丁目 | 11〜77番地、78番地の17 82番地の1〜5 | 横浜市立鶴ヶ峯小学校 | 横浜市立西谷中学校   |
| 鶴ケ峰二丁目 | 6番地 7番地の1・3〜18 7番地の20〜10番地 | 横浜市立不動丸小学校 | 横浜市立鶴ヶ峯中学校 |
| 鶴ケ峰二丁目 | 1〜5番地、7番地の2・19 | 横浜市立鶴ヶ峯小学校 | 横浜市立鶴ヶ峯中学校 |

## 事業所
2021年（令和3年）現在の経済センサス調査による事業所数と従業員数は以下の通りである。
| 丁目         | 事業所数  | 従業員数 |
| ------------ | --------- | -------- |
| 鶴ケ峰一丁目 | 182事業所 | 2,032人  |
| 鶴ケ峰二丁目 | 227事業所 | 2,118人  |
| 計           | 409事業所 | 4,150人  |

### 事業者数の変遷
経済センサスによる事業所数の推移。
| 年                 | 事業者数 |
| ------------------ | -------- |
| 2016年（平成28年） | 432      |
| 2021年（令和3年）  | 409      |

### 従業員数の変遷
経済センサスによる従業員数の推移。
| 年                 | 従業員数 |
| ------------------ | -------- |
| 2016年（平成28年） | 3,685    |
| 2021年（令和3年）  | 4,150    |

## 史跡
この地域は二俣川と共に鎌倉時代初期の武将、畠山重忠が討たれた場所に近いことから、畠山重忠や古戦場に関する史跡が複数残されている（「二俣川#畠山重忠と史跡（二俣川古戦場）」も参照）。
- 畠山重忠公碑 - 鶴ケ峰と埼玉県川本村の有志により1955年（畠山重忠没後750年）に建立された。
- さかさ矢竹
- 駕籠塚
- 首塚
- 鎧の渡し・首洗い井戸
- すずり石水跡
- 六ツ塚（薬王寺）

なお、これらは横浜市登録地域文化財に登録されている。

## 地名の由来
町名の由来は、「ツル」が水流を表し「川の流れるところにある山」という説と、この地に鶴が飛来したという説がある。なお、全国的にも「鶴」が付く地名はたくさんあり、鳥の鶴ではなく前者の説のように水流を意味している例も多くある。

## 施設
商店街の規模が大きく、価格がリーズナブルな店が多い学生街であるが、この地域には高校及び中高一貫校は無い。

### 行政機関
- 横浜市旭区役所
- 横浜市旭消防署
- 旭区市民活動支援センター「みなくる」
- 旭警察署 鶴ケ峰交番

### 金融機関
- みずほ銀行鶴ヶ峰支店
- 横浜銀行鶴ヶ峯支店
- 横浜信用金庫鶴ヶ峰支店
- 鶴ヶ峯駅前郵便局
- 横浜鶴ヶ峰郵便局

### 主な商店・チェーン店舗
- まいばすけっと鶴ヶ峰北店
- 西友鶴ヶ峰店
- ココロット鶴ヶ峰
  - そうてつローゼン鶴ヶ峰店
- 松屋鶴ヶ峰店
- 日高屋鶴ヶ峰店
- 焼鳥日高鶴ヶ峰店

- デリカキング鶴ヶ峰店
- からあげセンター鶴ヶ峰店
- New Ful Bari 鶴ヶ峰店
- ヨコハマ・スープカレー・シンペー
- チャイカフェ 鶴ヶ峰店
- スパイス ガーデン鶴ヶ峰

### その他
- 帷子川親水緑道
- 白根神社
- 鶴ヶ峯稲荷神社

## その他

### 日本郵便
- 郵便番号 : 241-0022[3]（集配局：横浜旭郵便局[20]）

### 警察
町内の警察の管轄区域は以下の通りである。
| 丁目         | 番・番地等 | 警察署   | 交番・駐在所 |
| ------------ | ---------- | -------- | ------------ |
| 鶴ケ峰一丁目 | 全域       | 旭警察署 | 鶴ケ峰交番   |
| 鶴ケ峰二丁目 | 全域       | 旭警察署 | 鶴ケ峰交番   |

## 参考資料
- 『県別マップル 神奈川県広域・詳細道路地図』2006年4刷 昭文社 ISBN 9784398626998
- “横浜市町区域要覧” (PDF).   横浜市市民局 (2016年6月). 2023年6月6日閲覧。 “横浜市町区域要覧”